# Kollund Skov
Kollund Skov (tyska:  Kollunder Wald) är en dansk skog som ligger längs kusten av Flensburgfjorden mellan Kruså och Kollund på gränsen till Tyskland. Den har en yta på 130 hektar och ägs av  Den Danske Naturfond.
Skogen är backig med djupa dalar och branta stup längs kusten. Den bestod ursprungligen av blandad lövskog  men på senare tid har en del barrträd, som till exempel  sitkagran, planterats. Under 1800-talet hotades den av skövling men 1883 köptes skogen, som då låg i Tyskland, av staden Flensburg på initiativ av Dr. Ernst Maria Großheim för att bevara den. Efter andra världskriget expropierades alla tyska kommunala tillgångar i Danmark utom Kollund Skov. 75 hektar av skogen ägdes därefter av staden Flensburg och resten av danska staten och privatpersoner tills 2006 då Flensburgs stadsfullmäktige, på grund av dålig ekonomi, beslöt att sälja sin del av skogen. Efter flera försök såldes den slutligen till ett privat danskt anpartsselskab och i september 2017 övertogs hela skogen på 130 hektar av Den Danske Naturfond, som avser att omvandla den till naturskog. Stigarna skall byggas ut och två vindskydd skall anläggas.
Skogen ligger på gränsen till det norra utbredningsområdet för många europeiska arter som inte klarar av  hårda vintrar och här finns bland annat avenbok, hängstarr, 
jättefräken, bergvattensalamander och spillkråka, som är sällsynta i Danmark.
Vandringsleden Gendarmstien, som går mellan Padborg och Sønderborg, passerar genom Kollund Skov. På den 74 kilometer långa leden patrullerade danska gränsgendarmer gränsen mot Tyskland till fots från  1920 till 1958.
Leden är tillgänglig från  gränsövergången Skomagerhus, som är Europas minsta, och den enda bron mellan Danmark och Tyskland. Man kan ta sig från byn Wassersleben, nu en förort till Flensburg, via en gångbro på danskt territorium direkt till gendarmstien.

## Bilder

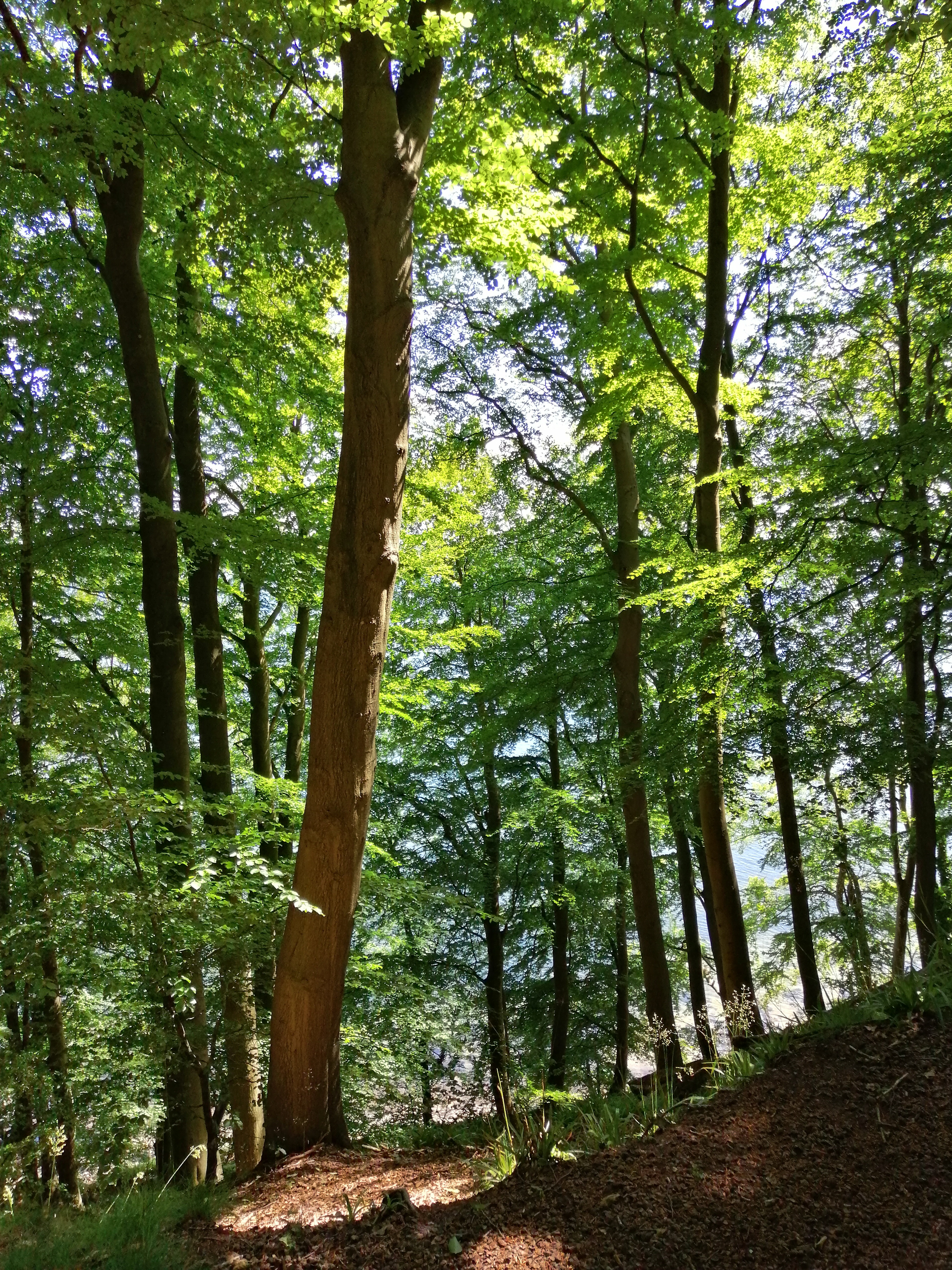
Skogen ner mot Flensburgfjorden.
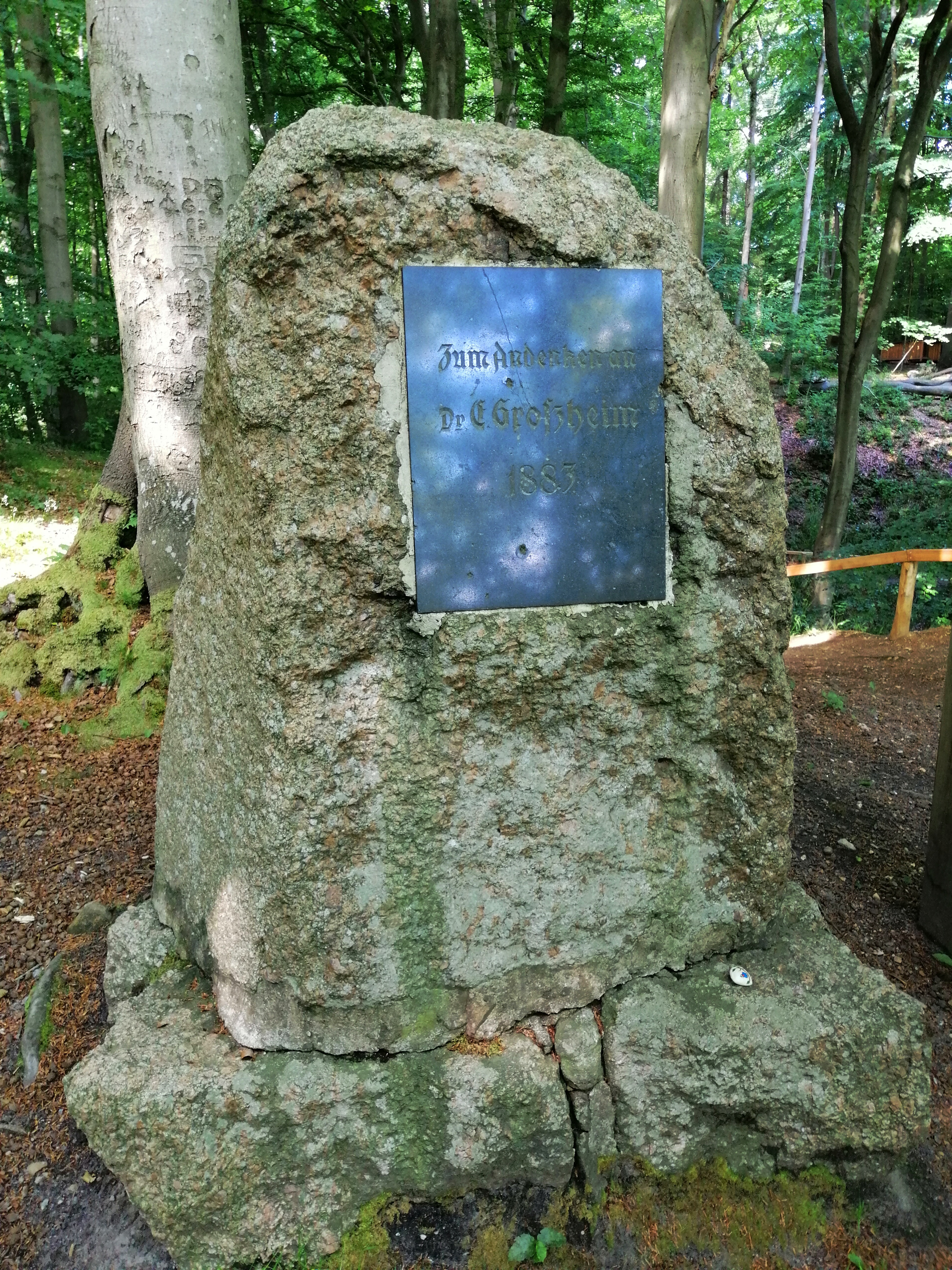
Minnessten över Ernst Maria Großheim.